# Hochalm (Lenggries)
Die Hochalm ist eine aufgelassene Alm in den Bayerischen Voralpen mit Ersterwähnung aus dem Jahr 1529. Die Alm bildet den höchsten Punkt des Schergenwieser Bergs, der auch durch ein Gipfelkreuz markiert ist.

## Geographie
Die Hochalm ist in mehreren Wanderführern und Online-Portalen erwähnt und ein relativ oft besuchter Gipfel. Der Zugang kann von Nord, Südost und Süd erfolgen. Der einfachste Zugang zur Alm erfolgt über den Achenpass und die Mitteralm von Südosten. Von Süden her führt der Weg von einem Wanderparkplatz am Ostende des Sylvensteinspeichers über die Höllei-Alm zur Mitteralm und dann auf dem bereits genannten Weg. Auch über die Nordseite des Schergenwieser Bergs kann die Alm von Winkel, einem Ortsteil von Lenggries, über einen Steig erreicht werden.

## Geschichte
Auf historischen Karten sind zwei Gebäude verzeichnet, von denen nur noch Grundmauern zu finden sind. Die Hochalm wurde in den 1950er Jahren aufgelassen, wird jedoch heute von einer anderen Alm aus mitbestoßen.

## Galerie

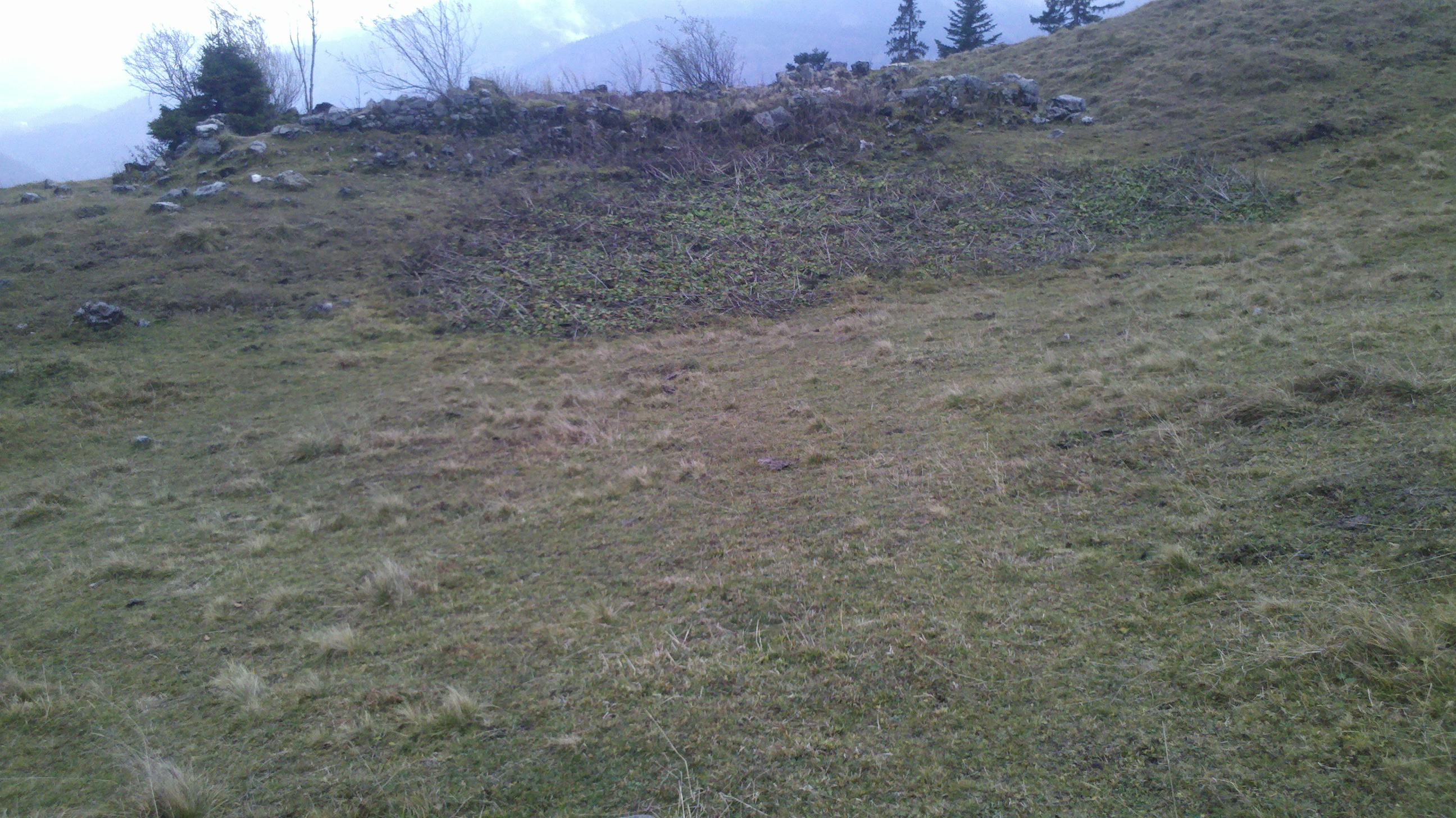
Mauerreste eines verfallenen Gebäudes der Hochalm